# Belgica antarctica
Espèce
Belgica antarctica est une espèce d'insectes diptères aptères (sans ailes), endémique d'Antarctique. Elle appartient à la famille des Chironomidae.
Mesurant 6 mm, c'est le plus grand animal purement terrestre du continent et le seul insecte endémique,.
Son absence d'ailes pourrait être une adaptation aux conditions inhospitalières de son biotope (vents pouvant dépasser les 140 km/h). Ses larves vivent deux ans et sont très résistantes : elles peuvent perdre 70 % de leur eau sans mourir, survivre presque un mois sans oxygène, etc. La durée de vie des adultes est de 10 jours.
Avec 99 millions de paires de bases, le génome de cette mouche, séquencé en 2013, est le plus petit génome d'insectes connu.

## Étymologie
Le nom de genre Belgica est un hommage de son descripteur, le naturaliste belge Jean-Charles Jacobs, à l'expédition internationale Belgica, premier navire (belge) à avoir hiverné dans l'Antarctique (1897-1899) et dont le naturaliste, Émile Racovitza, fut le découvreur.